# Espai de Banach
En matemàtiques, un espai de Banach és un espai vectorial normat i complet. Pren el seu nom del matemàtic Stefan Banach.

## Definició
En un espai vectorial {\displaystyle E} sobre el cos dels nombres reals o dels nombres complexos. Una norma a {\displaystyle E} és una aplicació ||·||: {\displaystyle E\rightarrow [0,\infty );\mathbf {x} \mapsto \|\mathbf {x} \|} amb les següents propietats per a tot escalar {\displaystyle \lambda } i qualssevol vectors {\displaystyle [\mathbf {x} ,\mathbf {y} ]} de l'espai {\displaystyle E}:
- Definida positiva: {\displaystyle \|\mathbf {x} \|=0} si i només si {\displaystyle x} és el vector nul d'{\displaystyle E}.
- Homogeneïtat: {\displaystyle \|\lambda \mathbf {x} \|=|\lambda |\cdot \|\mathbf {x} \|}.
- Desigualtat triangular: {\displaystyle \|\mathbf {x} +\mathbf {y} \|\leq \|\mathbf {x} \|+\|\mathbf {y} \|}.

Quan en un espai vectorial tenim definida una norma, parlem d'espai vectorial normat.
Sigui {\displaystyle E} un espai normat, prenem la definició usual de límit amb la mètrica habitual {\displaystyle d(\mathbf {x} ,\mathbf {y} )=\|\mathbf {x} -\mathbf {y} \|}. Diem que {\displaystyle \lim _{n\to \infty }\mathbf {x} _{n}=\mathbf {x} } quan {\displaystyle \|\mathbf {x} _{n}-\mathbf {x} \|\rightarrow 0} per a {\displaystyle n\rightarrow \infty }. Ara només cal afegir la noció de completesa. Direm que aquest espai normat {\displaystyle E} és complet quan tota successió ({\displaystyle \mathbf {x} _{n}}) d'elements d'{\displaystyle E} que és successió de Cauchy té un límit en {\displaystyle E}. Les successions de Cauchy són aquelles en què els termes de la successió són cada vegada més propers conforme es van agafant de manera successiva.
Així doncs, un espai de Banach és un espai vectorial {\displaystyle E} sobre el cos dels nombres reals o el dels complexos amb una norma ||·|| tal que tota successió de Cauchy (respecte a la mètrica {\displaystyle d(\mathbf {x} ,\mathbf {y} )=\|\mathbf {x} -\mathbf {y} \|}) en {\displaystyle E} és convergent (té un límit).

## Exemples
Els espais euclidians amb la norma {\displaystyle \lVert \mathbf {x} \rVert ={\sqrt {x_{1}^{2}+\cdots +x_{n}^{2}}}}, on {\displaystyle \mathbf {x} =(x_{1},\ldots ,x_{n})\in \mathbb {R} ^{n}}, són espais de Banach. Més generalment, qualsevol espai normat de dimensions finites és un espai de Banach, a causa del seu isomorfisme per a algun espai euclidià.